# Молија
Молија (итал. Mollia) је насеље у Италији у округу Верчели, региону Пијемонт.
Према процени из 2011. у насељу је живело 49 становника. Насеље се налази на надморској висини од 887 м.

## Становништво
Према резултатима пописа становништва 2011. у општини је живело 104 становника.
| 1936. | 1951. | 1961. | 1971. | 1981. | 1991. | 2001. | 2011. |
| ----- | ----- | ----- | ----- | ----- | ----- | ----- | ----- |
| 256   | 267   | 178   | 111   | 114   | 113   | 100   | 104   |